# أمثال نور قادين
أمثال نور قادين هي زوجة السلطان العثماني عبد الحميد الثاني. وُلدت في 2 يناير 1866 في أبخازيا، وتوفيت في 20 نوفمبر 1952 في إسطنبول.

## الأبناء
- السلطانة شادية